# Скакун полевой
Скакун полевой (лат. Cicindela campestris) — вид жуков из подсемейства скакунов (Cicindelinae). Этот вид развивает скорость до 0,62 м/сек или 2.25 км/ч.

## Описание
Малых размеров жуки от 10 до 15 мм. Тело зелёное с жёлтыми метками. Взрослые жуки активны ранним летом в дневное время суток и часто и хорошо пользуются крыльями; под вечер активность уменьшается и крыльями почти не пользуется; ночью прячутся в укрытиях.

## Распространение
Полевой скакун распространён в средней умеренной зоне Евразии; обитель располагается от Европы через Сербию до Тихого океана. Широко распространён, но очень локальное насекомое. Не редок на юге.

## Экология и местообитания
Встречается в местностях с голой землёй или с редкой растительностью, а именно в таких местах, как песчаная степь, болотистая местность и на песчаных или усыпанных гравием карьерах. Личинки и имаго — хищники, и охотятся на других беспозвоночных. Личинки роют для себя норки близ тропинок, где легче поймать неосторожное насекомое. Полевой скакун предпочитает тёплую солнечную погоду и хорошо высушенную местность.

## Систематика
Выделяют множество подвидов:

- Cicindela campestris atlantis Mandl, 1944
- Cicindela campestris balearica Sydow, 1934
- Cicindela campestris campestris Linnaeus, 1758
- Cicindela campestris corsicana Roeschke, 1891
- Cicindela campestris cyprensis Hlisnikowsky, 1929
- Cicindela campestris lespesi Brunier, 1821
- Cicindela campestris montana Sirguey, 1826
- Cicindela campestris nigrescens Heer, 1837
- Cicindela campestris nigrita Dejean, 1825
- Cicindela campestris olivieria Brullé, 1832
- Cicindela campestris palustris Motschulsky, 1840
- Cicindela campestris pontica Fischer von Waldheim, 1825
- Cicindela campestris pseudomaroccana Roeschke, 1891
- Cicindela campestris saphyrina Gené, 1836
- Cicindela campestris siculorum Schilder, 1953
- Cicindela campestris suffriani Loew, 1943

## Галерея

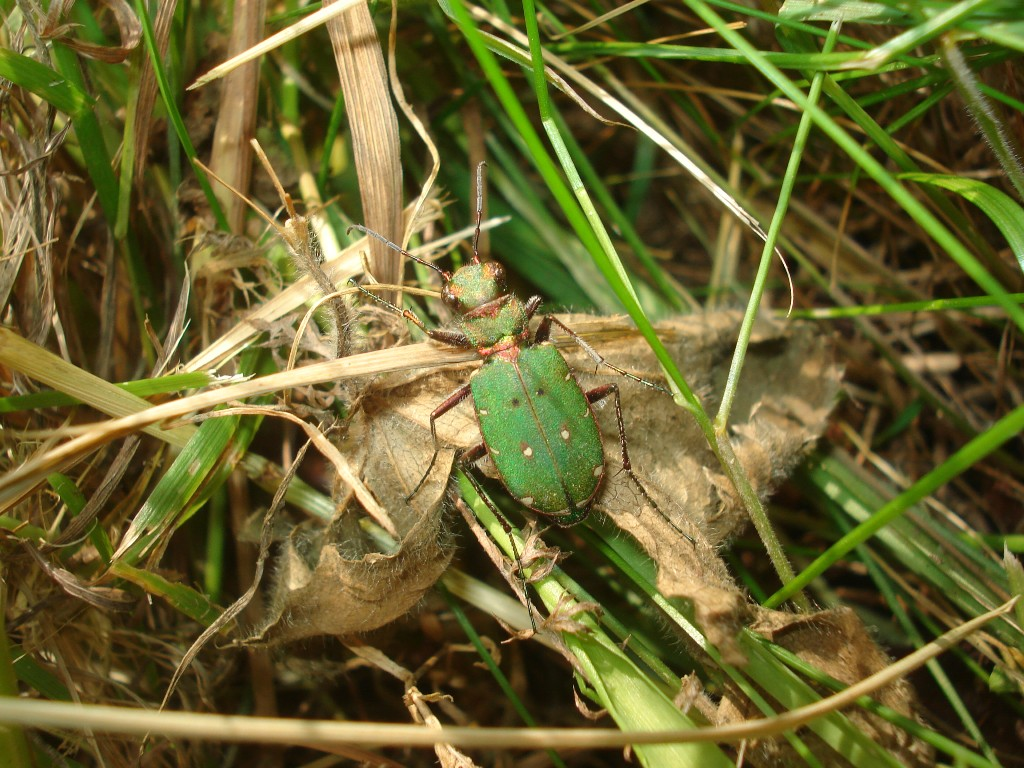
Cicindela campestris campestris
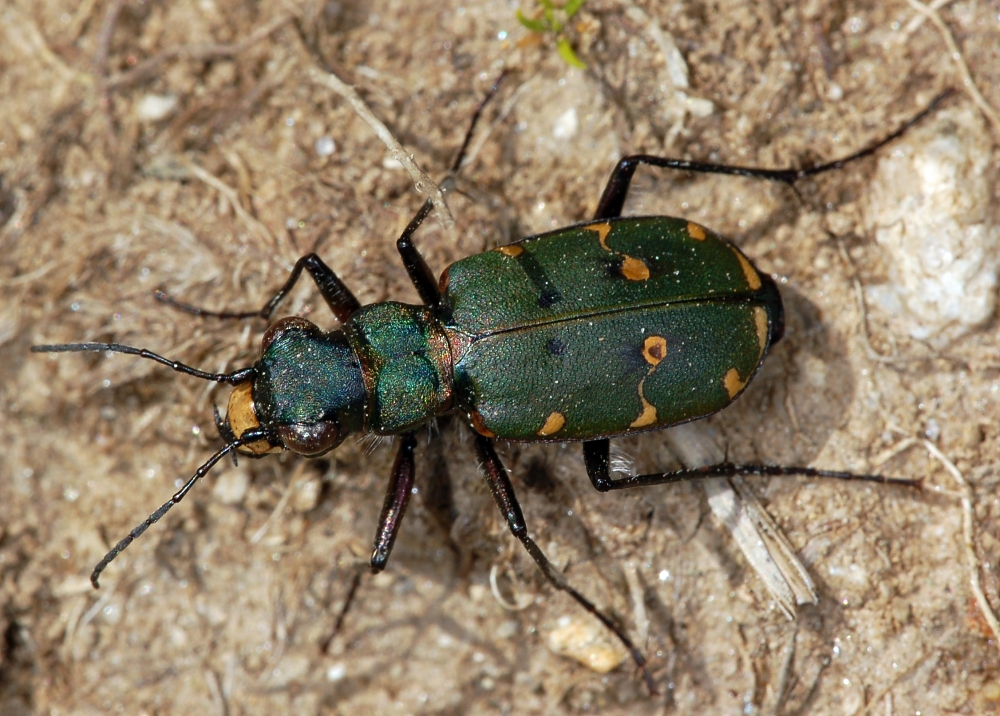
Cicindela campestris pontica